# Seven Devils
Seven Devils – miasto w Stanach Zjednoczonych, w stanie Karolina Północna, w hrabstwie Avery.